# Миљијаро (Ферара)
Миљијаро (итал. Migliaro) је насеље у Италији у округу Ферара, региону Емилија-Ромања.
Према процени из 2011. у насељу је живело 1728 становника. Насеље се налази на надморској висини од 0 м.

## Становништво
| 1931. | 1936. | 1951. | 1961. | 1971. | 1981. | 1991. | 2001. | 2011. |
| ----- | ----- | ----- | ----- | ----- | ----- | ----- | ----- | ----- |
| 2.668 | 2.851 | 4.054 | 3.232 | 2.581 | 2.416 | 2.411 | 2.301 | 2.228 |